# ندو ۹۱۹۷
سیارک ۹۱۹۷ (به انگلیسی: 9197 Endo، نامگذاری:1992WH8) نه هزار و صد و نود و هفتمین سیارک کشف شده‌است که در ۲۴ نوامبر ۱۹۹۲ کشف شد.
قدر مطلق سیارک برابر ۱۴٫۸۰ است.